# Ṣād
Ṣād (en arabe صَاد, çâd ou simplement en écriture arabe ص) est la 14e lettre de l'alphabet arabe.
Sa valeur numérique dans la numération Abjad est 90 dans la variante orientale et 60 dans la variante occidentale (au Maghreb).
Ṣād est le nom traditionnel de la trente-huitième sourate du Coran.

## Ṣād (Çâd) dans Unicode
| Numéro de caractère Unicode | U+0635            |
| Nom ISO 10646 (F)           | LETTRE ARABE ÇAD  |
| Nom Unicode                 | ARABIC LETTER SAD |
| HTML                        | &#1589;           |
| ISO/CEI 8859-6              | 0xd5              |